# Johan Lorentz Munthe
Johan Lorentz Munthe, född 15 april 1729 i Karlshamn, död 27 april 1795 på Kvarnarps gård nära Eksjö, var en svensk borgmästare, politiker och agronom. Han var brorson till Sven Johan Munthe.

## Biografi
Munthe studerade vid Lunds universitet, och utnämndes 1758 till borgmästare i Eksjö. Vald till riksdagsman i borgarståndet vid riksdagen 1765–1766 framstod han genast som ivrig mössa, och tillvann sig inom detta då segrande parti redan från början både förtroende och inflytande.  Särskilt ivrade han vid denna riksdag för tryckfriheten. Han bevistade även 1769 och 1771–1772 års riksdagar, och var vid den senare en av de åtta personer som borgarståndet utsåg att granska de många överklagade valen. Han kunde nu anses som en av borgarståndets ledare, och prisas som oemottaglig för mutor eller utländskt guld.
Efter Gustav III:s statskupp blev Munthe en av kungens trogna anhängare, och räknades vid riksdagen 1786 som en av rojalisternas främsta krafter i sitt stånd. Han erhöll 1778 lagmans titel, sedan han förut avsagt sig erbjuden naturalisation som svensk adelsman. År 1786 tog han avsked från sitt borgmästarämbete samt ägnade sig uteslutande åt lanthushållning och skriftställarverksamhet i dithörande ämnen. Redan 1761 hade han utgivit Tankar angående land culturen i Riket, och 1787 utgav han Försök till en Bonde-Practika eller Afhandling till Allmogens underrättelse i Svenska Åkerbruket.